# 迪克·切尼
理查德·布鲁斯·“迪克”·切尼（英語：Richard Bruce "Dick" Cheney，1941年1月30日—），美國政治人物，第46任美国副总统。切尼被广泛认为是美国歷史上最有实权的副总统。

## 生平
切尼於1941年1月30日生於美國中西部的內布拉斯加州林肯市的拜仁醫療中心，父親乃美國内政部任職的公務員。青年時代的切尼曾因酒后驾驶多次被檢控，在耶魯大學就讀時亦因成績欠佳而被迫退學，然后到电力公司作架线工。後來切尼轉讀怀俄明大學，並取得政治科學學士和硕士學位。
切尼於1969年在威斯康星大学攻读政治学博士期间，到聯邦政府实习，受到拉姆斯菲尔德的赏识，被他选拔为特別助理，並於1971年轉在白宮任職。在福特出任總統期间，切尼接替拉姆斯菲尔德任白宫幕僚長。1977年福特竞选连任失败离任后，切尼返回怀俄明州定居，两年后（1979年）当选怀俄明州唯一的联邦众议员。后5次当选连任，并于1989年成为众院共和党党鞭。當老布什出任總統時，切尼於1989年出任國防部長，經歷過蘇聯解體和柏林圍牆倒下的歷史事件。在1991年波斯灣戰争期間他是策劃人之一。當比爾·克林頓在1993年出任總統後，切尼离开政界，先在右翼智库美国企业研究院短暂任职，后来1995至2000年间任哈利伯顿公司（哈里伯顿）的主席和行政总裁。

### 美國副總統

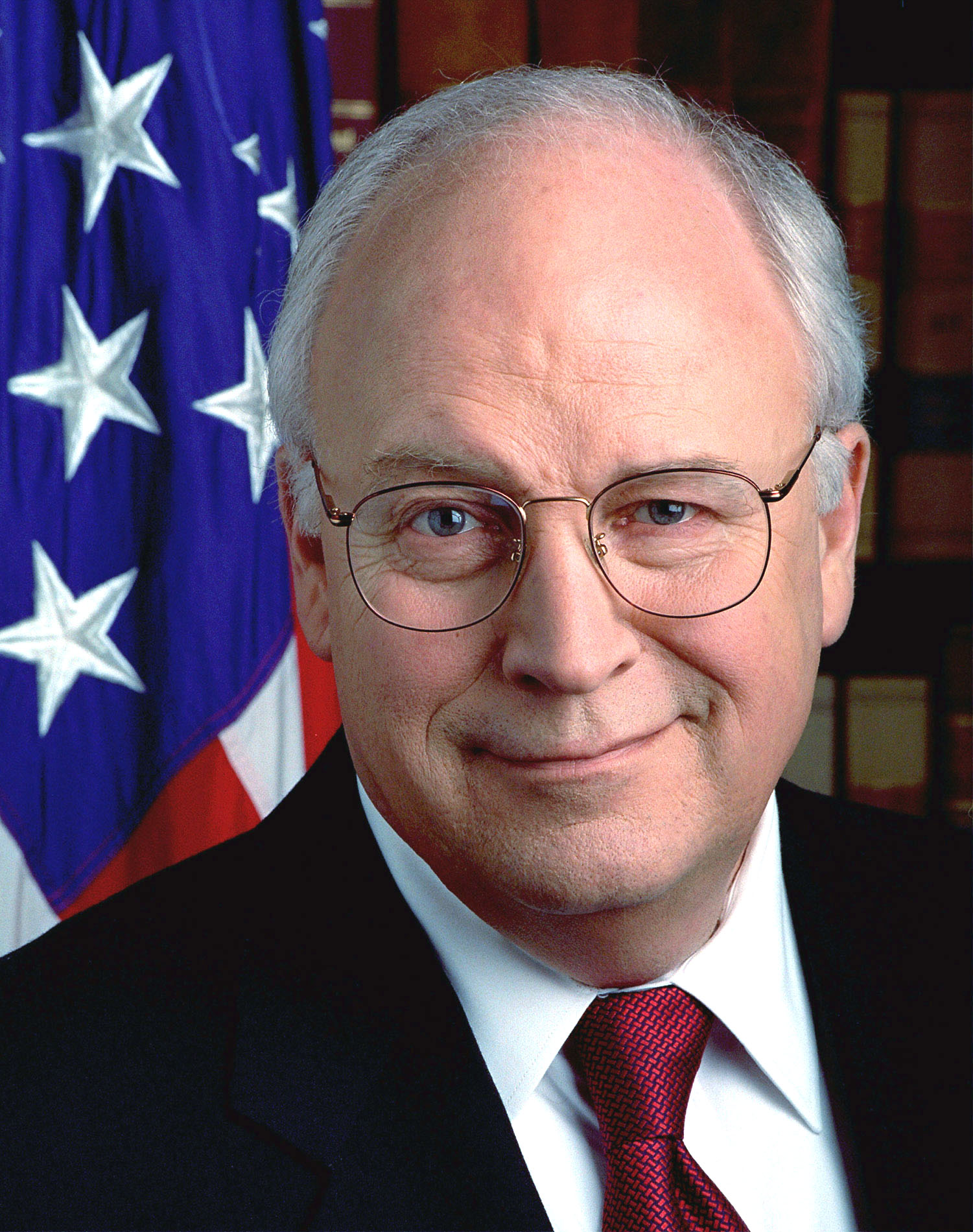
時任副總統的錢尼（2001）

2000年美國總統選舉，乔治·沃克·布什贏得共和黨黨內初選后，切尼在小布什邀請下出任副總統候選人。當時年屆59歲的切尼多次因心臟病而接受治療，但小布什多次力撐，他最終同意成為副總統候選人。小布什最終在選舉人票險勝高爾當選美國總統，上任后不久美國發生九一一事件，美國展開一系列的反恐活動，切尼亦是策劃人之一，作風跟小布什和時任國防部長拉姆斯菲爾德一樣為鷹派人物，強調奉行單邊主義和以強硬的軍事手段解決對外關係。2004年美國總統選舉，和小布什一同成功連任。當美國在伊拉克戰爭遭受大量恐怖襲擊而受到影響時，切尼的民望亦跟小布什一樣下挫，不少反戰分子更在切尼的人像畫上魔鬼的圖騰，諷刺切尼亦跟小布什、拉姆斯菲爾德和國防部副部長沃爾福威茨一樣好戰成性。

#### 利比案
2006年7月13日，美国中央情报局前秘密特工瓦莱丽·普莱姆和她的丈夫、前外交官约瑟夫·威尔逊委托普士高律师事务所向哥伦比亚特区联邦地区法院提起民事诉讼，控告切尼和他的前办公厅主任刘易斯·利比以及小布什总统的首席政治顾问卡尔·罗夫等人故意泄露普莱姆的秘密特工身份，以惩罚威尔逊对小布什政府伊拉克政策的公开批评。

## 卸任后

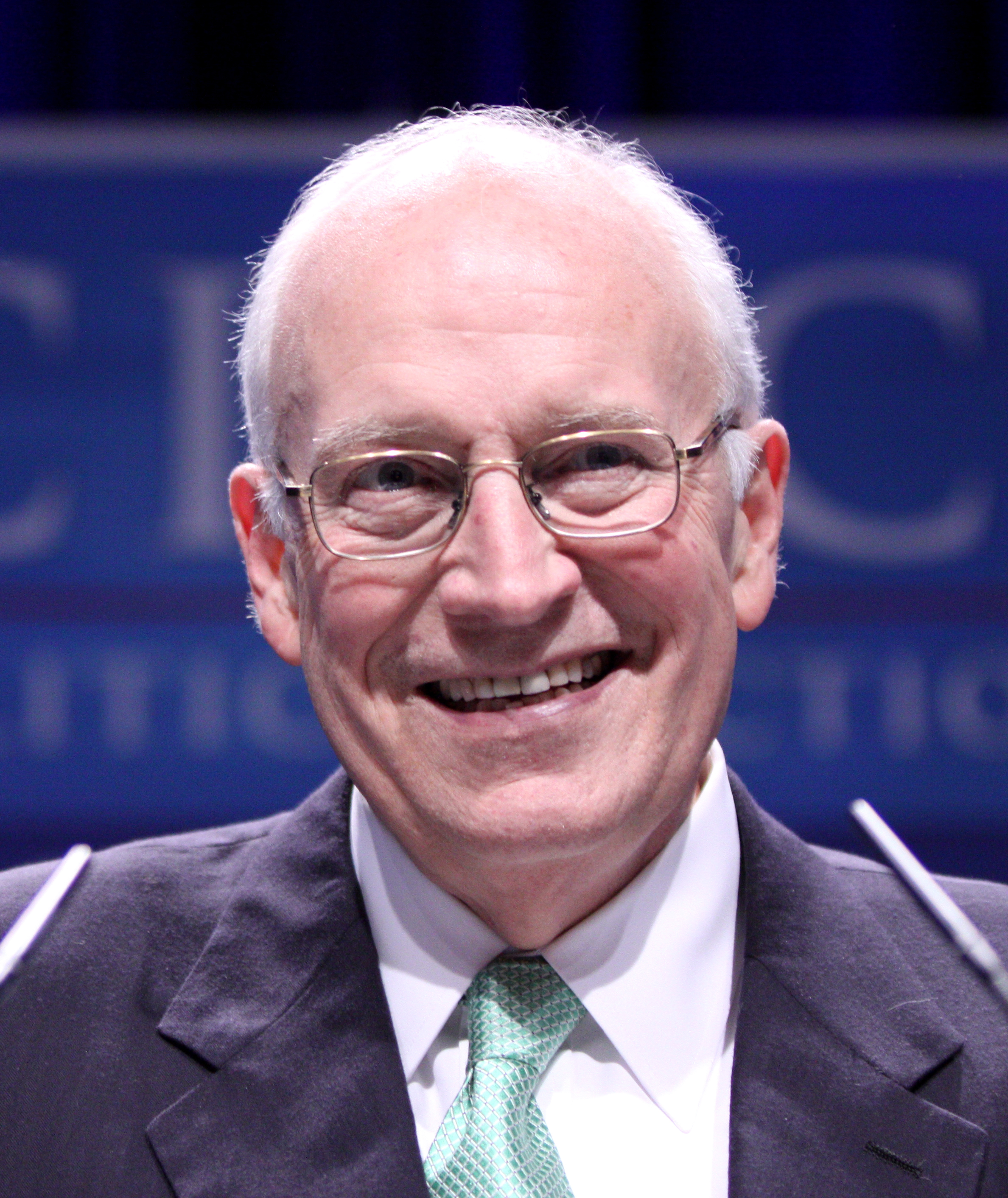
2011年2月10日切尼在保守政治行动会议发表讲话

迪克·切尼现主要在弗吉尼亚州居住，他在靠近切萨皮克湾的马里兰州东岸和怀俄明州亦有别墅。与小布什不同，切尼退休后仍常就政事（特别是国家安全、防务和外交政策）发表看法。2011年他出版回忆录“我这一生”（In My Time）。
2024年9月6日，在其女利茲·切尼宣佈支持賀錦麗競選總統後，迪克切尼也隨之倒戈宣佈將投票給民主黨總統候選人。他聲稱「在我們國家248年歷史上，從來沒有一個人比特朗普對我們的共和國構成更大的威脅...作為公民，我們每一個人都有責任將國家置於黨派之上，捍衛我們的憲法。這就是為什麼我會投票給副總統哈里斯」。特朗普則隨則在社媒平台反擊迪克切尼只是個「掛名共和黨人」(RINO, Republican In Name Only)，對選舉無足輕重。

## 个人生活
迪克·切尼的妻子琳恩·切尼，是一位公众演说家，作家，在美国企业研究所任高级研究员。夫妻俩有两个女儿，利兹·切尼和玛丽·切尼，还有六个孙子。大女儿利兹·切尼嫁给了前美國國土安全部法務長菲利普·佩里。二女儿玛丽·切尼曾是父亲的竞选助手，同时也是一位公开的同性恋者，与她的伴侣Heather Poe住在维吉尼亚州。

## 荣誉

### 外国勋章奖章
- 旭日大绶章（日本，2018年11月3日公布[9]）

## 争议
2006年2月11日，切尼與其同伴打獵，當時鵪鶉亂飛，切尼在沒有注意前方有人時開槍，結果害致律師好友惠廷頓（Harry Whittington）受傷。

## 大眾文化
- 《殊不簡單》：2008年傳記電影，迪克·錢尼由李察·德雷福斯飾演。
- 《為副不仁》：2018年傳記電影，迪克·錢尼由克里斯汀·貝爾飾演。

### 焦点
- The United States of Texas — Two new books document the hold that Bush, Cheney and their corporate allies have on America
- The Cheney Connection（页面存档备份，存于） — Tracing the Halliburton money trail to Nigeria
- The Curse of Dick Cheney（页面存档备份，存于） — A cynical look at Dick Cheney's political career
- Vice President for Torture（页面存档备份，存于） (Washington Post; October 26th, 2005)
- Cheney "may be guilty of war crime"（页面存档备份，存于） Vice-president accused of backing torture - Claims on BBC by former insider add to Bush's woes (The Guardian; November 30th, 2005)

### 演讲与采访
- "The Gulf War: A First Assessment" 切尼在Washington Institute's Soref Symposium分析1991年海湾战争之后的伊拉克情况，1991年4月29日 (archive.org)
- Seattle Post-Intelligencer （页面存档备份，存于） 切尼在Discovery Institute关于伊拉克的演讲部分语录，1992年
- 切尼Federalist Society演讲，2001年
- 切尼在103届海外战争退伍军人会议上的演讲，2003年
- Dave Elswick采访副总统（页面存档备份，存于），2004年5月3日 (录音和脚本)
- Neil Fox News的Neil Cavuto采访切尼，2004年6月25日
- 2004年美国总统大选中的副总统辩论, 2004年10月5日: 脚本,录音和录像(RealPlayer（页面存档备份，存于） 或 MPG)

### 切尼所写
- Professional Military Education: An Asset for Peace and Progress : A Report of the Crisis Study Group on Professional Military Education (Csis Report) 1997.  ISBN 0-89206-297-5
- Kings of the Hill: How Nine Powerful Men Changed the Course of American History 1996.  ISBN 0-7567-5864-5

### 有关切尼
- Andrews, Elaine.  Dick Cheney: A Life Of Public Service. Millbrook Press, 2001.  ISBN 0-7613-2306-6
- Mann, James.  Rise of the Vulcans: The History of Bush's War Cabinet.  Viking, 2004.  ISBN 0-670-03299-9
- Nichols, John.  Dick: The Man Who is President.  New Press, 2004. ISBN 1-56584-840-3

| 美国众议院                 | 美国众议院                                     | 美国众议院             |
| -------------------------- | ---------------------------------------------- | ---------------------- |
| 前任者： 特諾·龍卡利奧     | 懷俄明州單一國會選區 眾議院議員 1979年－1989年 | 繼任者： 克雷格·托馬斯 |
| 官衔                       |                                                |                        |
| 前任： 阿尔·戈尔           | 美国副总统 2001年－2009年                      | 繼任： 喬·拜登         |
| 前任： 阿尔·戈尔           | 美国参议院议长 2001年－2009年                  | 繼任： 喬·拜登         |
| 前任： 弗蘭克·卡魯奇       | 美国国防部长 1989年－1993年                    | 繼任： 莱斯·阿斯平     |
| 前任： 唐纳德·拉姆斯菲尔德 | 美国白宫办公厅主任 1975年－1977年              | 繼任： 汉密尔顿·乔丹   |